# Takydromus smaragdinus
Espèce
Synonymes
- Tachydromus smaragdinus Boulenger, 1887
- Tachysaurus japonicus Adams, 1848

Statut de conservation UICN

 NT  : Quasi menacé
Takydromus smaragdinus est une espèce de sauriens de la famille des Lacertidae.

## Répartition
Cette espèce est endémique de l'archipel Nansei au Japon.

## Description
Takydromus smaragdinus est un petit lézard, il mesure environ de 5 à 6 cm du rostre au cloaque, mais la queue atteint environ de 10 à 15 cm. Ainsi l’individu adulte atteint environ 15 à 20 cm. Il vit en moyenne de 3 à 7 ans.
Les femelles ont une couleur vert clair et une légère ligne blanche qui débute après les yeux et s'étend sur les flancs. Les mâles, quant à eux, très légèrement plus foncés, ont des marques marron sur les yeux et les flancs, et une queue marron sombre. Le mâle a la base de la queue plus épaisse.

## Reproduction
Les Takydromus se reproduisent toute l'année. Avant l'accouplement, le mâle suit la femelle lors de tous ses déplacements.  Quand la femelle est réceptive, le mâle l'enserre avec sa bouche au milieu du corps, et la bloque à l'aide de ses pattes arrière et de sa queue préhensile. À la suite de l'accouplement la femelle continue de manger. Après deux à trois semaines elle pond 2 à 4 œufs au coin d'une feuille ou dans la sphaigne humide. Les œufs ne sont pas collants et éclosent au bout de trois mois.

## En captivité
On rencontre cette espèce en terrariophilie.

## Publication originale
- Boulenger, 1887 : Catalogue of the Lizards in the British Museum (Nat. Hist.) III. Lacertidae, Gerrhosauridae, Scincidae, Anelytropsidae, Dibamidae, Chamaeleontidae. London, p. 1-575 (texte intégral).